# You're the One (Paul Simon)
You're the One è il decimo album discografico in studio da solista del cantautore statunitense Paul Simon, pubblicato nel 2000. Ha ricevuto una nomination ai Grammy Awards 2001 come "album dell'anno".

## Tracce
Tutte le tracce sono di Paul Simon.
1. That's Where I Belong – 3:12
2. Darling Lorraine – 6:39
3. Old – 2:19
4. You're the One – 4:27
5. The Teacher – 3:36
6. Look at That – 3:54
7. Señorita with a Necklace of Tears – 3:41
8. Love – 3:50
9. Pigs, Sheep and Wolves – 3:58
10. Hurricane Eye – 4:12
11. Quiet – 4:17